# Битва за Шамбуа
Битва за Шамбуа (англ. Battle of Chambois) — одно из сражений в ходе Нормандской операции во время Второй мировой войны.
Во время боёв с 18 по 20 августа 1944 года немецкая 7-я армия и несколько других ослабленных немецких подразделений отошли в город Шамбуа, где они были блокированы союзными силами американцев, канадцев и поляков. В ходе ожесточенного боя войска союзников заставили немцев сдаться. Вся блокированные немецкие солдаты были либо убиты, либо ранены или захвачены в плен. Этот бой закрыл собой Фалезскую операцию.

## Ход боёв
После провала операции «Люттих» немцы были вынуждены отступить к городу Шамбуа. 17 августа 1-я канадская армия захватила город Фалез, и немцы оказались зажаты в пределах Шамбуа польскими, американскими и канадскими войсками. 
Вальтер Модель, командующий группой армий В (главной немецкой армии во Франции), передислоцировал 7-ю и 5-ю танковые армии к реке Див и занял новую оборонительную позицию, пытаясь контратаковать. Тем не менее, быстрое продвижение союзников стало для него неожиданностью, и канадцы разбили силы вермахта на реке и смогли окружить Шамбуа. Американцы также отбили немецкую контратаку и начали зажимать немцев в клещи. 
19 августа немцы были полностью блокированы в Шамбуа, и союзники начали штурм города. Большинство немецких солдат были убиты или захвачены в плен в первой же атаке, но остальные немцы под командованием Пауля Хауссера, командира 7-й армии, смогли провести контратаку и вскрыть фронт окружения. Прорыву помешали союзнические бомбардировки, которые окончательно деморализовали немецких солдат. 
Вечером 20 августа американцы начали новую атаку. 116-я танковая дивизия и 7-я армия немцев были окружены, а их попытки контратаковать — пресечены. В итоге 7-я армия и её танковые части были вынуждены капитулировать, немецкая группировка была ликвидирована. Генерал Хауссер оставался во главе своей армии, пока не был тяжело ранен выстрелом в челюсть во время боя. 
Это сражение положило конец Фалезской операции и организованному сопротивлению немцев в Нормандии.